# Mi Valle
Mi Valle es una localidad argentina ubicada en el Departamento Santa María, provincia de Córdoba. Se encuentra 16 km al nordeste del centro de Alta Gracia, de la cual depende administrativamente, al oeste de la Ruta Provincial 5 que es su principal vía de acceso. Cuenta con un campo de golf y se encuentra junto al autódromo de Alta Gracia.
Cuenta con un complejo deportivo y varios alojamientos. A 2012 la villa carecía de servicio de agua potable.